# Charlotte Colbert
Charlotte Colbert (París, 31 de mayo de 1987) es una cineasta, guionista y fotógrafa francobritánica, reconocida principalmente por su largometraje de 2021, She Will.

## Carrera
Colbert estudió cine en la Escuela de Cine de Londres. Inicialmente se dedicó a la creación de cortometrajes, entre los que destacan Huffs and Puffs, The Man with the Stolen Heart y The Silent Man, además de desarrollar guiones para otros proyectos.
Colbert dirigió y coescribió la película de terror psicológico She Will, protagonizada por Alice Krige, Kota Eberhart, Malcolm McDowell y Rupert Everett, y producida por Dario Argento y Pressman Films con una partitura original de Clint Mansell. La película, nominada al BIFA, ganó el Leopardo de Oro como mejor filme debut en el Festival de Locarno. Jessica Kiang, de Variety, la describió como "un magnífico y astuto debut en el cine de terror que ofrece una venganza feminista de otro mundo", y el cineasta Alfonso Cuarón afirmó que "se sitúa en la tradición de las grandes películas de terror psicológico [que] dejan al espectador cuestionándose mucho tiempo después de [haberla] terminado".

## Filmografía
| Año  | Título                        | Notas        |
| ---- | ----------------------------- | ------------ |
| 2008 | Huffs and Puffs               | Cortometraje |
| 2011 | The Man with the Stolen Heart | Cortometraje |
| 2011 | The Girl with Liquid Eyes     | Cortometraje |
| 2016 | The Silent Man                | Cortometraje |
| 2021 | She Will                      | Largometraje |

## Premios y reconocimientos
| Año  | Evento                                    | Categoría            | Obra     | Resultado |
| ---- | ----------------------------------------- | -------------------- | -------- | --------- |
| 2021 | Festival de Cine de Sitges                | Mejor película       | She Will | Nominada  |
| 2021 | Festival Internacional de Cine de Locarno | Mejor película debut | She Will | Ganadora  |
| 2022 | Gérardmer Film Festival                   | Mejor película       | She Will | Nominada  |